# Stammliste des Hauses Savoyen
Stammliste des Hauses Savoyen mit den in der Wikipedia vertretenen Personen und wichtigen Zwischengliedern.

## Hauptlinie Savoyen (Von Humbert I. bis Amadeus VIII.)
1. Humbert I. (Savoyen) (1003–1047/48), Graf von Savoyen
  1. Amadeus I. (Savoyen) († 1054/55), Graf von Savoyen
    1. Humbert († ca. 1051)
    2. Aimone († ca. 1060), Bischof von Belley
    3. Thietburga ⚭(1) Ludwig I., Herr von Faucigny († 1060); ⚭(2) Gerold II., Graf von Genf († 1080)

  2. Aimone (um 1015–13. Juli 1053/54), Bischof von Sion
  3. Burcado († 1046), Bischof von Lyon
    1. Aimone

  4. Otto (Savoyen) (1021–1059), Graf von Savoyen ⚭ Adelheid von Susa, Tochter von Ulrich-Manfred, Markgraf von Turin (Arduine)
    1. Peter I. (Savoyen) (um 1048–1078), Graf von Savoyen ⚭ Agnes von Poitiers
      1. Alix († 1111) ⚭ Bonifaz di Vasto, Mgf. von Saluzzo († 1130)
      2. Agnes († 1091) ⚭ Friedrich, Graf von Lützelburg, Markgraf von Susa († 29. Juni 1091) (Haus Scarponnois)

    2. Amadeus II. (Savoyen) (um 1048–1080), Graf von Savoyen ⚭ Johanna von Genf
      1. Humbert II. (Savoyen) (um 1070–1103), Graf von Savoyen ⚭ Gisèle von Burgund
        1. Amadeus III. (Savoyen) (1094–1148), Graf von Savoyen
          1. Alice ⚭ Humbert III. von Beaujeu († 1174; Haus Beaujeu)
          2. Humbert III. (Savoyen) (1136–1189), Graf von Savoyen
            1. Sofia (1165–1202) ⚭ Azzo VI. d’Este (-> Este)
            2. Thomas I. (Savoyen) (1177–1233), Graf von Savoyen ⚭ Margarete von Genf
              1. Amadeus IV. (Savoyen), Graf von Savoyen (um 1197–1253) ⚭ (1) Margarete d’Albon; ⚭ (2) Cécile des Baux
                1. Beatrix († 10. Mai vor 1258) ⚭(I) Manfred III. von Saluzzo ⚭(II) König Manfred von Sizilien (1232–1266)
                2. Marguerite († 1254) ⚭ Bonifatius II, Markgraf von Montferrat
                3. Bonifaz (Savoyen) (nach 1244–1263), Graf von Savoyen
                4. Beatrice Contesson ((um 1250–1290) ⚭ (1) Pierre de Chatel († zwischen 1272 und 1274), ⚭ (2) Juan Manuel, Infant von Kastilien († 1283)

              2. Thomas II. (Savoyen) (um 1199–1259), Graf von Flandern-Hennegau, Graf von Piémont ⚭ (1) Johanna von Flandern; ⚭ (2) Beatrice dei Fieschi
                1. Thomas III. († 1282), Herr von Piémont
                  1. Philipp I. (1278–1334), Herr von Piémont, Fürst von Achaia

                2. Amadeus V. (1249–1323), Graf von Savoyen
                  1. Eduard (Savoyen) (1284–1329), Graf von Savoyen
                  2. Aymon (Savoyen) (um 1291–1343), Graf von Savoyen
                    1. Amadeus VI. (1334–1383), Graf von Savoyen
                      1. Amadeus VII. (1360–1391), Graf von Savoyen
                        1. Amadeus VIII. (1383–1451), Papst Felix V., Herzog von Savoyen ⚭ Marie von Burgund (1380–1422), Tochter von Herzog Philipp II. (Burgund) (1342–1404); → Nachfahren siehe unten, Hauptlinie Savoyen (Von Amadeus VIII. bis Viktor Amadeus I.)

                  3. Margarethe ⚭ Jean Marquis von Montferrat.
                  4. Elenore
                  5. Agnes ⚭ Graf Wilhelm III. von Genf
                  6. Bonne ⚭ Hugo von Burgund
                  7. Marie (* 1298) ⚭ Hugo, Baron von Faucigny
                  8. Katharina ⚭ Herzog Leopold I. (Habsburg) (1290–1326)
                  9. Anna von Savoyen (um 1306–1365) ⚭ Kaiser Andronikos III. (Byzanz) (1297–1341)
                  10. Beatrice von Savoyen (um 1310–1331) ⚭ Heinrich von Kärnten (1265/73–1335)

                3. Ludwig I. (Waadt) († 1302), Herr der Waadt

              3. Aymon († 1237), Herr von Chablais
              4. Wilhelm († 1239), Bischof von Valence und Lüttich
              5. Peter II. (Savoyen) (um 1203–1268), Graf von Savoyen und Lord of Richmond; ⚭ Agnes von Faucigny († 1268)
                1. Beatrix († 1310)

              6. Bonifaz (um 1210–1270), Erzbischof von Canterbury
              7. Philipp I. (Savoyen) († 1285), Bischof von Valence, Erzbischof von Lyon, Graf von Savoyen ⚭ Adelheid, Pfalzgräfin von Burgund
                1. (unehelich) Claudine; ⚭ Jakob III., Graf von Horn (Haus Horn)

              8. Beatrix von Savoyen († 1265) ⚭ Raimund Berengar V., Graf der Provence
              9. Margarete von Savoyen (1212–1273) ⚭ Hartmann IV. von Kyburg (1192–1264)

          3. Mathilde von Savoyen (1125–1157) ⚭ König Alfons I. (Portugal) (1109–1185)
          4. Margarete, gen. die Fromme
          5. Julia († 1194), Äbtissin von Saint André in Vienne
          6. Agnès de Savoie (1125–1172) ⚭ Wilhelm I. Graf von Genf
          7. Wilhelm

        2. Wilhelm (um 1097–1130/31), Bischof von Lüttich
        3. Renaud, Vorsteher des Klosters St. Maurice im Wallis;
        4. Humbert († 1131)
        5. Adelheid von Savoyen (Maurienne) (1092–1154) ⚭ König Ludwig VI. (Frankreich) (1081–1137)
        6. Guy, Abt von Namur
        7. Agnès de Maurienne († 1127) ⚭ Archambault VII., Herr von Bourbon

      2. Konstanze ⚭ Otton Marquis von Montferrat
      3. Adelheid ⚭ Manasse V. von Coligny (Haus Coligny)

    3. Bertha von Savoyen (1051–1087) ⚭ Kaiser Heinrich IV. (HRR) (1050–1106)
    4. Adélaide (um 1050/53–1079) ⚭ Rudolf von Rheinfelden (um 1025–1080)
    5. Otto, Bischof von Asti

### Hauptlinie Savoyen (Von Amadeus VIII. bis Viktor Amadeus I.)
1. Amadeus VIII. (1383–1451), Papst Felix V., Herzog von Savoyen ⚭ Marie von Burgund (1380–1422), Tochter von Herzog Philipp II. (Burgund) (1342–1404); → Vorfahren siehe oben, Hauptlinie Savoyen (Von Humbert I. bis Amadeus VIII.)
  1. Margarethe (* 1405; † 1418)
  2. Antonio (*/† 1407)
  3. Antonio (*/† 1408)
  4. Maria von Savoyen (1411–1469) ⚭ Filippo Maria Visconti (1392–1447), Herzog von Mailand
  5. Amadeus (* 1412; † 1431), Fürst von Piemont
  6. Ludwig (Savoyen)  (1413–1465), gen. der Ältere, Herzog von Savoyen ⚭ Anne de Lusignan (1418–1462), Tochter von König Janus (Zypern) (1375–1432)
    1. Amadeus IX. (Savoyen) (1435–1472), gen. der Glückliche ⚭ Jolande von Frankreich (1434–1478), Tochter von König Karl VII. (Frankreich) (1403–1461)
      1. Ludwig (Louis, 1453–1453)
      2. Anne (1455–1480) ⚭ 1478 König Friedrich I. (Neapel) (1452–1504) (Haus Trastámara)
      3. Karl (Charles, 1456–1471), Prinz von Piemont
      4. Philibert I. (Savoyen) (1465–1482), Herzog von Savoyen, Graf von Aosta und Fürst von Piemont ⚭ Bianca Maria Sforza (1472–1510), Tochter des Herzogs Galeazzo Maria Sforza (1444–1476)
      5. Marie († 1511) ⚭ (I) 1476 Markgraf Philipp (Hachberg-Sausenberg) (1454–1503); ⚭ (II) Jacques d'Assay, Herr von Le Plessis
      6. Luise von Savoyen (Selige) (1462–1503) ⚭ 1479 Hugo von Chalon († 1490), Herr von Orbe/Waadt (Haus Chalon)
      7. Bernhard (Bernard, 1467–1467)
      8. Karl I. (Savoyen) (Charles 1468–1490), Herzog von Savoyen, Graf von Aosta und Fürst von Piemont ⚭ Bianca von Montferrat (* 1472), Tochter von Markgraf Wilhelm X. (Montferrat)
        1. Yolanda (1487–1499)
        2. Karl II. (Savoyen) (1488–1496), Herzog von Savoyen

      9. Jakob Ludwig (Jacques Louis, 1470–1485), Marquis von Gex
      10. Jean-Claude Galléas (1472–1472)

    2. Maria (1436–1437)
    3. Ludwig von Savoyen (1436–1482), gen. der Jüngere, König von Zypern ⚭ Charlotte (Zypern) (1435/36–1487), Tochter von König Johann II. (Zypern) († 1458)
    4. Johann (1438–1491), Graf von Genf
    5. Margarete (* 1439 † 9. März 1484 in Brügge[1]) ⚭ (I) 1458 Johann IV. (1413–1464), Markgraf von Montferrat; ⚭ (II) 1466 Peter II. von Luxemburg (1435–1482), Graf von Saint-Pol.
    6. Peter von Savoyen (1440–1458), Bischof von Genf
    7. Charlotte von Savoyen (1441–1483) ⚭ 1451 Ludwig XI. (1423–1483), König von Frankreich
    8. Janus (1441–1491), Graf von Faucigny, Gouverneur von Nizza
    9. Aimon (* 1442, † 1443)
    10. Philipp II. (1438–1497), gen. Ohneland, Herzog von Savoyen etc. ⚭ (I) Marguerite de Bourbon (1438–1483), Tochter von Charles I. de Bourbon (1401–1456); ⚭ (II) Claudine de Brosse (1450–1513), Tochter von Jean II. de Brosse, Graf von Penthièvre, und Nicole de Châtillon-Blois.
      1. Luise von Savoyen (1476–1531) ⚭ 1488 Charles de Valois, comte d’Angoulême (1459–1496)
      2. Hieronymus (Jérôme) (*/† 1478)
      3. Philibert II. (Savoyen) (1480–1504), gen. der Schöne, Herzog von Savoyen ⚭ Margarete von Österreich (1480–1530), Tochter des Kaisers Maximilian I. (1459–1519)
      4. Karl III. (Savoyen) (1486–1553), gen. der Gute, Herzog von Savoyen ⚭ Beatrix von Portugal (1504–1538), Tochter von König Manuel I. (Portugal) (1469–1521)
        1. Adriano Giovanni Amadeo, Prince of Piedmont (1522–1523)
        2. Ludovico, Prince of Piedmont (1523–1536)
        3. Emanuel Philibert (Savoyen) (1528–1580), Herzog von Savoyen ⚭ Marguerite de Valois-Angoulême, duchesse de Berry (1523–1574), Tochter von König Franz I. (Frankreich) (1494–1547)
          1. Karl Emanuel I. (1562–1630), Herzog von Savoyen ⚭ Katharina Michaela von Spanien (1567–1597), Tochter von König Philipp II. (Spanien) (1527–1598)
            1. Filippo Emanuele (1586–1605)
            2. Viktor Amadeus I. (Savoyen), Herzog von Savoyen (1587–1637) ⚭ Christine von Frankreich (1606–1663), Tochter von König Heinrich IV. (Frankreich) (1553–1610); → Nachfahren siehe unten, Hauptlinie Savoyen (Ab Viktor Amadeus I.)
            3. Emanuele Filiberto (1588–1624)
            4. Margarete (1589–1655) ⚭ Herzog Francesco IV. Gonzaga (1586–1612)
            5. Isabella (1591–1626) ⚭ Herzog Alfonso III. d’Este (1591–1644)
            6. Moritz von Savoyen (1593–1657), Kardinal ⚭ Ludovica Cristina von Savoyen (1629–1692), Tochter von Viktor Amadeus I. (Savoyen) (1587–1637)
            7. Maria (1594–1656)
            8. Francesca Caterina (1595–1640)
            9. Thomas von Savoyen-Carignan (1596–1656), Fürst von Carignan ⚭ Marie de Bourbon-Soissons (1606–1692), Tochter von Charles de Bourbon-Condé, comte de Soissons (1566–1612); → Nachfahren siehe unten, Linie Savoyen-Carignan
            10. Giovanna (1597)

        4. Caterina (1529–1536)
        5. Maria (1530–1531)
        6. Isabella (1532–1533)
        7. Emanuel (1533)
        8. Emanuel (1534)
        9. Giovanni Maria (1537–1538)

      5. Ludwig (1488–1502), Vogt des Hospizes auf dem Grossen St. Bernhard
      6. Philipp von Savoyen (1490–1533), Herzog von Nemours, Bischof von Genf; → Nachfahren siehe unten, Linie Savoyen-Nemours
      7. Assolone (1494–1494)
      8. Johann Amadeus (Jean-Amédée) (1495–1495)
      9. Philiberte (1498–1524) ⚭ 1515 Giuliano di Lorenzo de’ Medici (1479–1516)
      10. (unehelich, Mutter: Libera Portoneri) René (wohl 1473–1525); ⚭ Anna Laskaris, Gräfin von Tenda
        1. Claude (1507–1566), Graf von Tenda, 1561 Graf von Sommariva, 1525–1566 Gouverneur de Provence; ⚭ (1) Marie de Chabannes de La Palice (um 1515–1538), Tochter von Jacques II. de Chabannes, Seigneur de La Palice, Marschall von Frankreich; ⚭ (2) Françoise de Foix-Candale, Tochter von Jean de Foix-Candale, comte de Gurson et du Fleix, und Anne de Villeneuve, Tochter von Louis de Villeneuve, Marquis de Trans;
          1. (1) Renée († nach 1575), Marquise de Baugé
          2. (1) Henri (1537–1555)
          3. (1) Honorat I. (1538–1572) Comte de Tende et de Sommerive; ⚭ (1) 1558 Clarissa Strozzi († 1567), Tochter von Piero Strozzi, Marschall von Frankreich; ⚭ (2) Madeleine de La Tour (1556-nach 1580), Tochter von Francois III. de La Tour, Vicomte de Turenne, und Éléonore de Montmorency
          4. (2) Anne († nach 1594); ⚭ (1) Giacomo di Saluzzo, Signore di Cardè († 1569); ⚭ (2) Antoine de Clermont, Seigneur d’Amboise, Marquis de Renel († 1572); ⚭ 1573 Georges de Clermont, Marquis de Gallerande († 1586/94)
          5. (2) René († 1568), Marquis de Cipières
          6. (unehelich, Mutter unbekannt) Annibal de Tende, Seigneur de Pignans – Nachkommen

        2. Madeleine (um 1510–1586); ⚭ 1526 Anne de Montmorency (1493–1567), Connétable von Frankreich;
        3. Honorat II. (1511–1580), 1. Marquis de Villars, erbte 1572 Tenda und Sommariva beim Tod seines Neffen Honoré de Savoie, 1571 Marschall von Frankreich, 1572 Admiral von Frankreich; ⚭ um 1540 Jeanne-Françoise de Foix-Candale, Vicomtesse de Castillon, Tochter von Alain de Foix-Candale
          1. Henriette (1541/42–1611); ⚭ (1) 1568 Melchior des Prez, Seigneur de Montpezat, Sénéchal de Poitou († 1572); ⚭ (2) 1576 Charles de Lorraine († 1611), Herzog von Mayenne
          2. (unehelich) Jeanne; ⚭ Nicolas de Thiene

        4. Isabelle oder Isabeau; ⚭ 1527 René de Bastarnay, Sohn von François de Bastarnay und Enkel von Imbert de Batarnay, Comte du Bouchage; ihre Tochter heiratete Guillaume de Joyeuse, Marschall von Frankreich
        5. Marguerite († 1591), ⚭ 1535 Antoine de Luxembourg († 1557), Graf von Brienne;

    11. Jakob († 1445)
    12. Agnes (1445–1508) ⚭ 1466 François I. d’Orléans-Longueville (1447–1491), Graf von Dunois und Longueville (Haus Orléans-Longueville)
    13. Johann Ludwig von Savoyen (1447–1482), Erzbischof von Tarentaise und Bischof von Genf
    14. Maria (1448–1475) ⚭ 1466 Graf Ludwig I. (Ligny, St. Pol und Brienne) (1418–1475)
    15. Bonne (1449–1503) ⚭ 1468 Galeazzo Maria Sforza (1444–1476), Herzog von Mailand
    16. Jakob von Savoyen (1450–1486), Graf von Romont, Seigneur de Vaud
    17. Anna (1452–1452)
    18. Franz von Savoyen (1454–1490), Erzbischof von Auch und Bischof von Genf
      1. Johann von Savoyen († 1522), Bischof von Genf

    19. Johanna († jung)

  7. Bona (1415–1430)
  8. Hugo (1415–1439)
  9. Philipp (1417–1444), Graf von Genf
  10. Margarethe von Savoyen (1420–1479) ⚭ (I) 1432 Herzog Ludwig III. (Anjou) (1403–1434); ⚭ (II) 1444 Kurfürst Ludwig IV. (Pfalz) (1424–1449); ⚭ (III) 1453 Graf Ulrich V. (Württemberg) (1413–1480)

#### Hauptlinie Savoyen (Ab Viktor Amadeus I.)
1. Viktor Amadeus I. (Savoyen) (1587–1637), Herzog von Savoyen ⚭ Christine von Frankreich (1606–1663), Tochter von König Heinrich IV. (Frankreich) (1553–1610); → Vorfahren siehe oben, Hauptlinie Savoyen (Von Amadeus VIII. bis Viktor Amadeus I.)
  1. Luigi Amadeo (1622–1628)
  2. Ludovica Cristina von Savoyen (1629–1692) ⚭ Moritz von Savoyen (1593–1657)
  3. Franz Hyazinth (Savoyen) (1632–1638)
  4. Karl Emanuel II. (1634–1675), Herzog von Savoyen
    1. Viktor Amadeus II. (Savoyen) (1666–1732), König von Sizilien und später König von Sardinien, Herzog von Savoyen ⚭ Anne Marie d’Orléans (1669–1728), Tochter von Philippe I. de Bourbon, duc d’Orléans (1640–1701)
      1. Maria Adelaide von Savoyen (1685–1712) ⚭ Louis de Bourbon, duc de Bourgogne (1682–1712)
      2. Maria Anna (1687–1690)
      3. Maria Luisa Gabriella von Savoyen (1688–1714) ⚭ König Philipp V. (Spanien) (1683–1746)
      4. Vittorio Amadeo (1699–1715)
      5. Karl Emanuel III. (1701–1773), König von Sardinien, Herzog von Savoyen ⚭ (I) Anna Christine Luise von Pfalz-Sulzbach (1704–1723), Tochter von Theodor Eustach (Pfalz-Sulzbach) (1659–1732); ⚭ (II) Polyxena von Hessen-Rotenburg (1706–1735), Tochter von Landgraf Ernst II. Leopold (Hessen-Rotenburg) (1684–1749); ⚭ (III) Elisabeth Therese von Lothringen (1711–1741), Tochter von Herzog Leopold (Lothringen) (1679–1729)
        1. Viktor Amadeus (1723–1725)
        2. Viktor Amadeus III. (Savoyen) (1726–1796), König von Sardinien, Herzog von Savoyen ⚭ Maria Antonia von Spanien (1729–1785), Tochter von König Philipp V. (Spanien) (1683–1746)
          1. Karl Emanuel IV. (1751–1819), König von Sardinien, Herzog von Savoyen ⚭ Marie Clothilde von Frankreich (1759–1802), Tochter von Louis Ferdinand de Bourbon, dauphin de Viennois (1729–1765)
          2. Carlotta Isabella (1752–1755)
          3. Maria Josepha von Savoyen (1753–1810) ⚭ König Ludwig XVIII. (1755–1824)
          4. Amadeo Alessandro (1754–1755)
          5. Maria Theresia von Savoyen (1756–1805) ⚭ König Karl X. (Frankreich) (1757–1836)
          6. Maria Anna von Savoyen (1757–1824) ⚭ Benedetto Maria von Savoyen (1741–1808), Sohn von Karl Emanuel III. (1701–1773), König von Sardinien
          7. Viktor Emanuel I. (Sardinien-Piemont) (1759–1824), König von Sardinien, Herzog von Savoyen ⚭ Maria Theresia von Österreich-Este (1773–1832), Tochter von Ferdinand Karl von Österreich-Este (1754–1806)
            1. Maria Beatrix von Savoyen (1792–1840) ⚭ Franz IV. (Modena) (1779–1846)
            2. Maria Adelaide (1794–1795)
            3. Carlo Emanuele (1796–1799)
            4. Maria Theresia von Savoyen (1803–1879) ⚭ Herzog Karl II. Ludwig (Parma) (1799–1883)
            5. Maria Anna von Savoyen (1803–1884) ⚭ Kaiser Ferdinand I. (Österreich) (1793–1875)
            6. Maria Christina von Savoyen (1812–1836) ⚭ König Ferdinand II. (Sizilien) (1810–1859)

          8. Maria Ferdinanda (1760–1768)
          9. Maurizio Giuseppe (1762–1799), Herzog von Montferrato
          10. Maria Carolina von Savoyen (1764–1782) ⚭ König Anton (Sachsen) (1755–1836)
          11. Karl Felix (Sardinien-Piemont) (1765–1831), König von Sardinien, Herzog von Savoyen ⚭ Maria Christina von Neapel-Sizilien (1779–1849), Tochter von König Ferdinand I. (Sizilien) (1751–1825)
→ Linie ausgestorben
          12. Giuseppe Benedetto (1766–1802), Herzog von Maurienne

        3. Eleonore Maria (1728–1781)
        4. Maria Luisa Gabriella von Savoyen (1729–1767)
        5. Maria Felicita (1730–1801)
        6. Giovanni Carlo (1731–1735)
        7. Carlo Francesco (1733)
        8. Carlo Francesco (1738–1745)
        9. Vittoria Margharita (1740–1742)
        10. Benedetto Maria (1741–1808) ⚭ Marianna von Savoyen (1757–1824), Tochter von König Viktor Amadeus III. (Savoyen) (1726–1796)

      6. Emanuele Filiberto (1705)

  5. Violanta Margareta (1635–1663) ⚭ Ranuccio II. Farnese (1630–1694)
  6. Caterina Beatrice (1636–1637)
  7. Henriette Adelheid von Savoyen (1636–1676) ⚭ Kurfürst Ferdinand Maria (Bayern) (1636–1679)

#### Linie Savoyen-Carignan
1. Thomas Franz (Savoyen-Carignan) (1596–1656), Fürst von Carignan ⚭ Marie de Bourbon-Soissons (1606–1692), Tochter von Charles de Bourbon-Condé, comte de Soissons (1566–1612), Graf von Soissons; → Vorfahren siehe oben, Hauptlinie Savoyen (Von Amadeus VIII. bis Viktor Amadeus I.)
  1. Cristina Carlotta (1626)
  2. Luise Christine von Savoyen-Carignan (1627–1689) ⚭ Markgraf Ferdinand Maximilian von Baden-Baden (1625–1669)
  3. Emmanuel Philibert Amadeus (1628–1709) ⚭ Angelica Caterina d’Este (1656–1722), Tochter von Borso d’Este (1605–1657)
    1. Maria Vittoria (1687–1763)
    2. Isabella Luisa (1688–1767)
    3. Viktor Amadeus (1690–1741) ⚭ Maria Vittoria Francesca (1690–1767), Tochter von Viktor Amadeus II. (Savoyen) (1666–1732)
      1. Giuseppe Vittorio Amedeo (1716)
      2. Anna Theresa von Savoyen (1717–1745) ⚭ Charles de Rohan, prince de Soubise (1715–1787)
      3. Ludwig Viktor (1721–1778) ⚭ Christine von Hessen-Rotenburg (1717–1778), Tochter von Ernst II. Leopold (Hessen-Rotenburg) (1684–1749)
        1. Carlotta Maria Luisa (1742–1794)
        2. Viktor Amadeus (1743–1780)
          1. Karl Emanuel von Savoyen-Carignan (1770–1800) ⚭ Maria Christina von Sachsen (1770–1851), Tochter von Karl von Sachsen (1733–1796)
            1. Karl Albert (Sardinien-Piemont) (1798–1849), König von Sardinien, Herzog von Savoyen ⚭ Maria Theresia von Österreich-Toskana (1801–1855), Tochter von Großherzog Ferdinand III. (Toskana) (1769–1824)
              1. Viktor Emanuel II. (1820–1878), König von Sardinien, Herzog von Savoyen, König von Italien ⚭ Adelheid von Österreich (1822–1855), Tochter von Erzherzog Rainer Joseph von Österreich (1783–1853), Vizekönig von Lombardo-Venetien
                1. Marie Clotilde von Savoyen (1843–1911) ⚭ Napoléon Joseph Charles Paul Bonaparte (1822–1891), gen. Plon-Plon
                2. Umberto I. (1844–1900), König von Italien, Herzog von Savoyen ⚭ Margarethe von Italien (1851–1926), Tochter von Ferdinand Maria von Savoyen-Carignan (1822–1855)
                  1. Viktor Emanuel III. (1869–1947), König von Italien, Herzog von Savoyen ⚭ Elena von Montenegro (1873–1952), Tochter von König Nikola (Montenegro) (1841–1921)
                    1. Jolanda Margherita (1901–1986) ⚭ Giorgio Carlo Calvi di Bergolo (1887–1977), Graf von Bergolo
                    2. Mafalda von Savoyen (1902–1944) ⚭ Philipp von Hessen (1896–1980), Oberpräsident der Provinz Hessen-Nassau
                    3. Umberto II. (Italien) (1904–1983), König von Italien, Herzog von Savoyen ⚭ Marie José von Belgien (1906–2001), Tochter von König Albert I. (Belgien) (1875–1934)
                      1. Maria Pia (* 1934) ⚭ Alexander von Jugoslawien (* 1924), Sohn von Prinz Paul von Jugoslawien (1893–1976)
                      2. Viktor Emanuel von Savoyen (1937–2024) ⚭ Marina Ricolfi Doria (* 1935)
                        1. Emanuele Filiberto di Savoia (* 1972) ⚭ Clotilde Courau (* 1969)
                          1. Viktoria Christina (* 2003)
                          2. Luisa (* 2006)

                      3. Maria Gabriella (* 1940), Gräfin de Balkany
                      4. Maria Beatrice (* 1943), Senora Corvalan

                    4. Giovanna von Savoyen (1907–2000) ⚭ Zar Boris III. (Bulgarien) (1894–1943)
                    5. Maria Francesca (1914–2001) ⚭ Luigi Carlo von Bourbon-Parma (1899–1967), Sohn von Robert I. (Parma) (1848–1907)

                3. Amadeus I. (Spanien) (1845–1890), König von Spanien, 1. Herzog von Aosta; → Nachfahren siehe unten, Linie Savoyen-Aosta
                4. Oddone Eugenio (1846–1866), Herzog von Montferrat
                5. Maria Pia von Savoyen (1847–1911) ⚭ König Ludwig I. (Portugal) (1838–1889)
                6. Carlo Alberto (1851–1854)
                7. Vittorio Emanuele (* 1852)
                8. Vittorio Emanuele (* 1855)

              2. Ferdinand Maria von Savoyen-Carignan (1822–1855), Herzog von Genua ⚭ Maria Elisabeth Maximiliana von Sachsen (1830–1912), Tochter von König Johann (Sachsen) (1801–1873); → Nachfahren siehe unten, Linie Savoyen-Genua
              3. Maria Christina (1826–1827)

            2. Maria Elisabeth von Savoyen-Carignan (1800–1856) ⚭ Erzherzog Rainer von Österreich (1783–1853), Vizekönig von Lombardo-Venetien

        3. Leopoldina Maria (1744–1807)
        4. Polissena Teresa (1746–1762)
        5. Gabriella (1748–1828) ⚭ Ferdinand Philipp von Lobkowitz (1724–1784)
        6. Marie-Louise von Savoyen-Carignan (1749–1792)
        7. Tommaso Maurizio (1751–1753)
        8. Eugen (1753–1785), 1. Graf von Villafranca
          1. Joseph (1783–1825), 2. Graf von Villafranca
            1. Maria Gabriella (1811–1837)
            2. Maria Vittoria (1814–1874) ⚭ Leopoldo Benjamin von Neapel-Sizilien (1813–1860), Sohn von König Franz I. (Sizilien) (1777–1830)
            3. Eugen (1816–1888), 3. Graf von Villafranca

        9. Caterina Maria Luisa Francesca (1762–1823)

      4. Vittorio Amedeo (1722)

    4. Tommaso Filippo Gastone (1696–1715)

  4. Amedeo (1629/30-jung gestorben)
  5. Giuseppe Emanuele (1631–1656)
  6. Ferdinando († 1637)
  7. Eugen Moritz von Savoyen-Carignan (1633–1673), Graf von Soissons und Dreux ⚭ Olympia Mancini (1639–1708), Tochter von Baron Michele Lorenzo di Mancini
    1. Louis Thomas von Savoyen-Carignan (1657–1702), Graf von Soissons, gefallen
      1. Anna Viktoria von Savoyen (1683–1763) ⚭ Prinz Joseph Friedrich von Sachsen-Hildburghausen (1702–1787), Generalfeldmarschall
      2. Louis Thomas (1685–1695)
      3. Teresa Anna (1686–1736)
      4. Thomas Emanuel von Savoyen (1687–1729) ⚭ Maria Theresia Anna Felizitas von Liechtenstein (1694–1772), Tochter von Fürst Johann Adam Andreas (Liechtenstein) (1657–1712)
        1. Johannes Franz Eugen von Savoyen (1714–1734)

      5. Maurice (1690–1710)
      6. Eugene (1692–1712)

    2. Philipp (1659–1693)
    3. Ludwig (1660–1683)
    4. Emanuel Philibert (1662–1676)
    5. Eugen von Savoyen (1663–1736), Feldmarschall, Prinz Eugen
    6. Johanna (1665–1705)
    7. Louise Philiberta (1667–1726)
    8. Franziska (1668–1671)

##### Linie Savoyen-Aosta
1. Amadeus I. (Spanien) (1845–1890), König von Spanien, 1. Herzog von Aosta; → Vorfahren siehe oben, Linie Savoyen-Carignan
  1. Emanuel Philibert von Savoyen-Aosta, 2. Herzog von Aosta ⚭ Hélène von Frankreich (1871–1951), Tochter von Louis Philippe Albert d’Orléans (1838–1894), Graf von Paris
    1. Amadeus, 3. Herzog von Aosta (1898–1942) ⚭ Anne Helene Marie von Orléans (1906–1986), Tochter von Jean Pierre Clément Marie d’Orléans, duc de Guise (1874–1940)
      1. Margerita (* 1930) ⚭ Robert von Österreich-Este (1915–1996)
      2. Maria Cristina (* 1933) ⚭ Casimir von Neapel-Sizilien (* 1938), Sohn von Gabriel Maria von Neapel-Sizilien (1897–1975)

    2. Aimone, 4. Herzog von Aosta und Herzog von Spoleto (1900–1948) ⚭ Irene von Griechenland (1904–1974), Tochter von König Konstantin I. (Griechenland) (1868–1923)
      1. Amadeus von Savoyen (1943–2021), Herzog von Aosta ⚭ Claude Marie Agnès Catherine de Bourbon-Orléans (* 1943), Tochter von Henri d’Orléans (1908–1999)
        1. Bianca Irene Olga Elena Isabella (* 1966)
        2. Aimone (* 1967) ⚭ Olga von Griechenland (* 1971), Tochter von Prinz Michael von Griechenland (1939–2024)
          1. Umberto (* 2009)

        3. Mafalda Giovanna (* 1969)

  2. Viktor (1870–1946), Herzog von Turin
  3. Luigi Amadeo von Savoyen (1873–1933), Herzog der Abruzzen
  4. Humbert (1889–1918), Herzog von Salemi, gefallen

##### Linie Savoyen-Genua
1. Ferdinand Maria von Savoyen-Carignan (1822–1855), Herzog von Genua ⚭ Maria Elisabeth Maximiliana von Sachsen (1830–1912), Tochter von König Johann (Sachsen) (1801–1873); → Vorfahren siehe oben, Linie Savoyen-Carignan
  1. Margarethe von Italien (1851–1926) ⚭ König Umberto I. (1844–1900)
  2. Thomas (1854–1931), Herzog von Genua ⚭ Isabella von Bayern (1863–1924), Tochter von Prinz Adalbert von Bayern (1828–1875)
    1. Ferdinand (1884–1963) ⚭ Maria Luisa Alliaga Gandolfi dei conti di Ricaldone
    2. Philibert (1895–1990) ⚭ Lydia von Arenberg (1905–1977), Tochter von Herzog Engelbert IX. von Arenberg (1872–1949)
    3. Bona Margherita von Savoyen-Genua (1896–1971) ⚭ Konrad Luitpold Franz von Bayern (1883–1969)
    4. Adalberto von Savoyen-Genua (1898–1982), italienischer General
    5. Adelaide (1904–1979) ⚭ Leone Massimo (1896–1979), Fürst von Arsoli
    6. Eugen (1906–1996) ⚭ Lucia von Bourbon-Sizilien (1908–2001), Tochter von Ferdinand von Neapel-Sizilien (1869–1960), Herzog von Kalabrien
      1. Isabella (* 1943)

#### Linie Savoyen-Nemours
1. Philipp von Savoyen-Nemours (1490–1533), 1528 Herzog von Nemours, 1495–1519 Bischof von Genf ⚭ Charlotte d'Orléans-Longueville (1512–1549), Tochter von Ludwig I. (Orléans-Longueville) (1480–1516); → Vorfahren siehe oben, Hauptlinie Savoyen (Von Amadeus VIII. bis Viktor Amadeus I.)
  1. Jacques de Savoie-Nemours (1531–1585), 1533 Herzog von Nemours ⚭ Anna d’Este (1531–1607), Tochter von Ercole II. d’Este (1508–1559)
    1. Charles-Emmanuel de Savoie-Nemours (1567–1595), 1585 Herzog von Nemours
    2. Marguerite (1569–1572)
    3. Henri I. de Savoie-Nemours (1572–1632), 1595 Herzog von Nemours ⚭ Anna von Lothringen-Aumale (1600–1638), Tochter von Charles de Lorraine, duc d’Aumale (1556–1631)
      1. Ludwig (1615–1641), 1632 Herzog von Nemours
      2. François Paul (1619–1627)
      3. Karl Amadeus von Savoyen (1624–1652), 1641 Herzog von Nemours ⚭ Élisabeth de Bourbon (1614–1664), Tochter von César de Bourbon, duc de Vendôme (1594–1665)
        1. Maria Johanna von Savoyen (1644–1724) ⚭ Karl Emanuel II. (1634–1675), Herzog von Savoyen
        2. Maria Francisca Elisabeth von Savoyen (1646–1683)

      4. Heinrich II. (1625–1659), 1652 Herzog von Nemours, Erzbischof von Reims ⚭ Marie d’Orléans-Longueville (1625–1707), Tochter von Henri II. d’Orléans-Longueville (1595–1663)

  2. Johanna (1532–1568) ⚭ Nicolas de Lorraine, duc de Mercœur (1524–1577)

Zur Nebenlinie Nemours siehe auch Prince étranger.